# Ulrike Krause
Ulrike Krause (* 1983) ist eine deutsche Politikwissenschaftlerin, die auf dem Gebiet der Geschlechter-, Flucht- und Konfliktforschung arbeitet. Sie ist seit 2024 Professorin für Politikwissenschaft mit dem Schwerpunkt Konstitution und Politik der Geschlechterverhältnisse an der Universität Münster.

## Werdegang
Nach ihrer Promotion in der Politikwissenschaft 2012 an der Otto-von-Guericke Universität Magdeburg war Krause von 2013 bis 2018 wissenschaftliche Mitarbeiterin am Zentrum für Konfliktforschung der Philipps-Universität Marburg tätig. 2018 wurde sie zur Juniorprofessorin für Global Governance and Humanitarian Action für humanitäre Organisationen am Institut für Friedenssicherungsrecht und Humanitäres Völkerrecht der Ruhr-Universität Bochum ernannt und folgte 2019 einem Ruf auf die Juniorprofessur für Flucht- und Flüchtlingsforschung am Institut für Sozialwissenschaften und am Institut für Migrationsforschung und interkulturelle Studien (IMIS) der Universität Osnabrück. Damit übernahm sie die erste Professur mit alleinigem Fokus auf Fluchtforschung in der deutschen Wissenschaft. Seit 2024 ist sie Professorin für Politikwissenschaft mit dem Schwerpunkt Konstitution und Politik der Geschlechterverhältnisse am Institut für Politikwissenschaft der Universität Münster. Zudem ist sie seit 2017 affiliierte Wissenschaftlerin am Refugee Studies Centre der Universität von Oxford.
Krause ist zweite Vorsitzende des Netzwerks Fluchtforschung (seit 2018), Gründerin und langjährige Mitherausgeberin des FluchtforschungsBlogs des Netzwerks Fluchtforschung (2015–2023) sowie Mitbegründerin und Mitherausgeberin der Zeitschrift für Flucht- und Flüchtlingsforschung (2017–2023) und der Zeitschrift für Migrationsforschung (2021–2024). Sie war u. a. Vorsitzende der Zentralen Kommission für Gleichstellung der Universität Osnabrück (2020–2023), ist Mitbegründerin des AK Gender im Netzwerk Fluchtforschung (2015–2021) und war Vorstandsmitglied der Arbeitsgemeinschaft für Friedens- und Konfliktforschung (AFK, 2016–2018).

## Forschungsschwerpunkte
Krause forscht und lehrt zu Geschlechterverhältnissen im Kontext von Konflikt, Flucht, Gewalt und Humanitarismus. Ihr Schwerpunkt liegt sowohl auf globalen Entwicklungen als auch auf Entwicklungen in Afrika.
Ein zentrales Thema ihrer Forschung sind vergeschlechtlichte postkoloniale Machtverhältnisse in der globalen humanitären Politik sowie die damit verbundenen Prozesse von Ausgrenzung und Othering. Zudem untersucht sie geschlechterbasierte Gewalt in konfliktbedingten Fluchtsituationen. Sie hat insbesondere erforscht, wie Gewaltgefahren im Konflikt, auf der Flucht und in Aufnahmesituationen zusammenhängen, und fasst dies konzeptionell als „Gewaltkontinuum“. Sie beschäftigt sich außerdem intensiv mit Agency (Handlungsmacht) insbesondere von Frauen nach der Flucht, mit dem Wandel von Geschlechterverhältnissen sowie mit intersektionalen Perspektiven auf Frieden.
Ein wichtiger Bestandteil ihrer Arbeit ist die Auseinandersetzung mit Forschungsethik; sie hat unter anderem mit Christiane Fröhlich und Franzisca Zanker die 2024 veröffentlichten Ethikleitlinien des Netzwerks Fluchtforschung verfasst.

## Veröffentlichungen (Auswahl)
- Difficult Life in a Refugee Camp. Violence, Gender, and Coping in Uganda. Cambridge: Cambridge University Press. 2021, https://doi.org/10.1017/9781108909013
- Invisibilization of the Unwanted Others? Feminist, Queer, and Postcolonial Perspectives on the 1951 Refugee Convention’s Drafting. in: Women's Studies International Forum, 107, 102979. https://doi.org/10.1016/j.wsif.2024.102979
- A Continuum of Violence? Linking Sexual and Gender-based Violence during Conflict, Flight, and Encampment. in: Refugee Survey Quarterly, 2015, 34(4), 1–19. https://doi.org/10.1093/rsq/hdv014
- Colonial Roots of the 1951 Refugee Convention and its Effects on the Global Refugee Regime. in: Journal of International Relations and Development, 24(3),2024, 599–626. https://doi.org/https://doi.org/10.1057/s41268-020-00205-9
- mit Nadine Segadlo: Surviving Exile. LGBTQ+ Displaced People’s Lived Experiences of Aid, Risks, and Coping in Kakuma. in:  Gender Issues, 2024, 41, Artikel 26. https://doi.org/10.1007/s12147-024-09344-6
- Researching Forced Migration. Critical Reflections on Research Ethics during Fieldwork. in:  RSC Working Paper Series, 2017, No. 123.